# José João Brito
José João Brito, nascido em Coimbra em 1941, é um escultor português. De entre as suas obras destacam-se:
- Monumento ao Emigrante, Murtosa, inaugurado em 1981.[1]
- Monumento à Varina, Torreira, inaugurado em 1982.[2]
- Homenagem a Fernando Pessoa, Olivais, Lisboa, inaugurado em 1987.[3]
- Monumento ao Bombeiro, Murtosa, inaugurado em 1993.[4]
- Monumento a D. Manuel Lobo, Colónia del Sacramento, Uruguai, descerrado em Outubro de 1995.[5]
- Conjunto escultórico em baixo relevo no cais da estação Martim Moniz do Metro de Lisboa, de temática histórica, descerrado em 1997.
- Monumento aos 25 anos do Poder Autárquico, Loures, 2002.
- Monumento Comemorativo dos 200 anos do Colégio Militar, inaugurado em 2003.[6]
- Tragédia do Mar, monumento estatuário ao naufrágio de 1947, em Matosinhos, descerrado em 2005.
- Monumento ao Padre António Pereira de Figueiredo, Mação, inaugurado em 2009.
- Estátua de Cristóvão Falcão, na “pétala” 7.ª do Parque dos Poetas, em Oeiras (Portugal),[7] descerrada em 2013.